# Hirokazu Kanazawa
Hirokazu Kanazawa (金澤 弘和?, Kanazawa Hirokazu; 3 maggio 1931 – 8 dicembre 2019) è stato un karateka e maestro di karate giapponese.
Era considerato, dai praticanti dello Shotokan, uno dei più grandi maestri di karate mai esistiti.
La carriera marziale di Kanazawa iniziò con il Judo mentre frequenta la Nippon University. Un giorno gli capitò di vedere alcuni studenti di un'altra università che praticavano il Karate e fu molto colpito dalle loro tecniche. Si trasferì quindi alla loro università, la Takushoku University, una delle più attive nella disciplina del Karate.
Kanazawa divenne ben presto l'allievo prediletto dello scomparso Maestro Shotokan, Masatoshi Nakayama (10th Dan), e fu uno dei pochissimi privilegiati ad allenarsi anche con Gichin Funakoshi, considerato il Maestro fondatore del Karate moderno.
Dopo appena un anno e mezzo ottenne il grado di cintura nera 1º Dan e dopo tre anni il 2º Dan, sopravanzando così gli altri allievi con i quali aveva iniziato il corso.
Nel 1956 passò l'esame per il 3º Dan e l'esame per istruttore. Nel 1957 partecipò per la prima volta al torneo All Japan Karate Championships. In quell'occasione Kanazawa aveva un polso rotto e stava per rinunciare. Nel frattempo la madre era già in viaggio per venire a vederlo, quindi decise di partecipare ugualmente e riuscì a vincere tutti gli incontri. Da allora vinse il torneo per altre due volte consecutive.
Kanazawa fu il presidente e l'istruttore capo della più grande organizzazione di Karate Shotokan del mondo, la Shotokan Karate-do International Federation. Nell'aprile del 2000 è stato promosso al grado di 10º Dan. Nonostante la sua fama ed il suo successo, Kanazawa era una persona molto disponibile e carismatica e preferiva spendere la maggior parte del proprio tempo libero insieme ai suoi allievi.
Era anche 2º Dan di Judo e praticò Tai Chi Chuan e Kobudo.
Kanazawa è scomparso a 88 anni nel dicembre del 2019.

## Libri di Kanazawa
- Stronger Karate in Six Weeks (1978)
- Shotokan Karate International Kata, Volume 1 (1981)
- Shotokan Karate International Kata, Volume 2 (1982)
- Nunchaku : Dynamic Training (1984)
- Dynamic Power of Karate (1986)
- Shotokan Karate International Kumite Kyohan (1987)
- Karate Fighting Techniques: The Complete Kumite (2004)